# Chrysocale regalis
Chrysocale regalis là một loài bướm đêm thuộc phân họ Arctiinae, họ Erebidae.